# Phalaenopsis buyssoniana
Phalaenopsis buyssoniana Rchb.f., 1888 è una pianta della famiglia delle Orchidacee originaria del Sudest asiatico.

## Descrizione
È un'orchidea di taglia media, a comportamento epifita oppure terricolo (geofita), come tutte le specie del genere Phalaenopsis a crescita monopodiale. Presenta un corto, frondoso fusto portante molte foglie a forma da oblanceolata a strettamente ellittica, ad apici da ottusi a subacuti. La fioritura avviene normalmente dalla tarda estate per tutto l'autunno, mediante un'infiorescenza racemosa che aggetta lateralmente, semplice, eretta, lunga normalmente circa 90 centimetri, portante numerosissimi fiori. Questi sono grandi da poco più di un centimetro fino a 5 centimetri, se ne possono aprire simultaneamente fino a 10 e sono di colore da viola a rosso porpora in petali, sepali (entrambi a forma da ovata a ovato-lanceolata) e nel labello che si presenta trilobato con i bordi laterali rialzati.

## Distribuzione e habitat
La specie è diffusa in Thailandia e Vietnam.
Cresce epifita in foreste sempreverdi poste in canyon di fiumi e torrenti oppure terricola (geofita) in suoli sabbiosi, in ambienti umidi e luminosi, dalla pianura alla montagna, a quote che vanno dai 100 ai 1300 metri di sul livello del mare.

## Sinonimi
Doritis buyssoniana (Rchb.f.) J.M.H.Shaw, 2003

Doritis pulcherrima var. buyssoniana (Rchb.f.) Aver., 2009

Doritis pulcherrima f. alba O.Gruss & Roeth, 1999

## Coltivazione
Questa pianta è bene coltivata in panieri appesi, su supporto di sughero oppure su felci arboree e richiede in coltura esposizione molto luminosa, ma all'ombra, temendo la luce diretta del sole. Necessita di temperature calde nella fase di fioritura da raffreddare nella fase di riposo. Ha bisogno di irrigazioni e concimazioni per tutto il corso dell'anno.